# Roberto Solozábal
Roberto Solozábal Villanueva, född den 15 september 1969 i Madrid, Spanien, är en spansk fotbollsspelare som tog OS-guld i herrfotbollsturneringen vid de olympiska sommarspelen 1992 i Barcelona. 